# Piedmont-Airlines-Flug 22
Am 19. Juli 1967 startete eine Boeing 727 vom Asheville Municipal Airport in North Carolina auf dem Piedmont-Airlines-Flug 22 zum Roanoke Municipal Airport in Virginia. Kurze Zeit später kollidierte sie mit einer im Anflug befindlichen Cessna 310. Beide Flugzeuge stürzten ab, wobei alle 82 Insassen ums Leben kamen. Hauptgrund des Unfalls war eine Abweichung der Cessna von ihrem freigegebenen Kurs, begünstigt durch Versäumnisse der Flugsicherung.

## Flugzeuge
Das betroffene Flugzeug der Piedmont Airlines war eine vier Jahre alte Boeing 727-22 mit dem Luftfahrzeugkennzeichen N68650, die mit drei Triebwerken des Typs Pratt & Whitney JT8D-7 ausgestattet war und ihren Erstflug am 22. Mai 1963 und danach insgesamt 6445 Flugstunden absolviert hatte. Das betroffene Flugzeug der Lanseair Inc. war eine Cessna 310.

## Besatzungen
Der Kapitän des Fluges 22 war der 49-jährige Raymond F. Schulte mit insgesamt 18.434 Flugstunden Erfahrung. Der erste Offizier war der 30-jährige Thomas C. Conrad mit 3.364 Stunden Erfahrung insgesamt. Der Flugingenieur war der 37-jährige Lawrence C. Wilson mit 281 Flugstunden Erfahrung auf der Boeing 727. Der verantwortliche Pilot der Cessna war der 48-jährige John D. Addison, ein Angestellter der Radial Air, Inc., der von der Lanseair Inc. gemietet wurde. Der andere Pilot war der 36-jährige Robert E. Anderson, ein Angestellter der Lanseair Inc.

## Verlauf
Die US-amerikanische Unfalluntersuchungsbehörde NTSB kam in ihrem im September 1968 veröffentlichten Untersuchungsbericht zu den folgenden Erkenntnissen:
Die Cessna 310 N3121S war auf dem Flughafen Charlotte, North Carolina um etwa 11:30 Uhr zu ihrem rund 150 km westlich gelegenen Ziel Asheville Municipal Airport gestartet.
Flug 22 startete um 11:58 von der Startbahn 16 des Asheville Regional Airport für einen Instrumentenflug zum Roanoke Municipal Airport in Virginia mit der Anweisung des Fluglotsen, bis zum Passieren von 5.000 Fuß (1.524 Meter) den Startbahnkurs beizubehalten, um dann weiter auf 21.000 Fuß zu steigen. Die Piloten der Cessna erhielten um 11:51 die Information, sich auf einen ILS-Anflug vorzubereiten, was sie auch taten.
Noch während die Boeing 727 rollte, bestätigte die Cessna das Erreichen des Drehfunkfeuers (VOR) Asheville und bekam die Freigabe, auf 6000 Fuß (1830 Meter) zu sinken. Um 11:59:44 gab der Fluglotse den Flug 22 zum weiteren Steigflug direkt zum VOR Asheville frei. Erst nach deren Überflug des VOR gab er den Piloten der Cessna die Freigabe für einen unerwarteten ADF-2-Anflug auf Landebahn 16; dies war ein völlig anderes Verfahren als der geplante ILS-Anflug.
Die Boeing 727 stieg in einer Linkskurve, als es um 12:01:18 Uhr auf 6132 Fuß (1870 Meter) Höhe zur Kollision zwischen der Boeing 727 und der Cessna 310 kam. Diese befand sich nicht auf dem für den ADF-2-Anflug vorgeschriebenen Kurs.
Als mögliche Ursachen wurden im Unfallbericht genannt: Verwirrung oder Fehlinterpretation seitens der Cessna-Piloten, bedingt durch den ganz kurzfristigen Wechsel auf ein komplett anderes Anflugverfahren, oder absichtliches Abweichen von der letzten Freigabe.
Zusammenfassend war die Hauptursache die Abweichung der Cessna von ihrem freigegebenen Kurs, auch bedingt durch unzureichende Flugvorbereitung. Beitragende Ursache war das Versäumnis der Flugsicherung, rechtzeitig eine korrekte Anflugfreigabe zu erteilen.